# Langes Messer

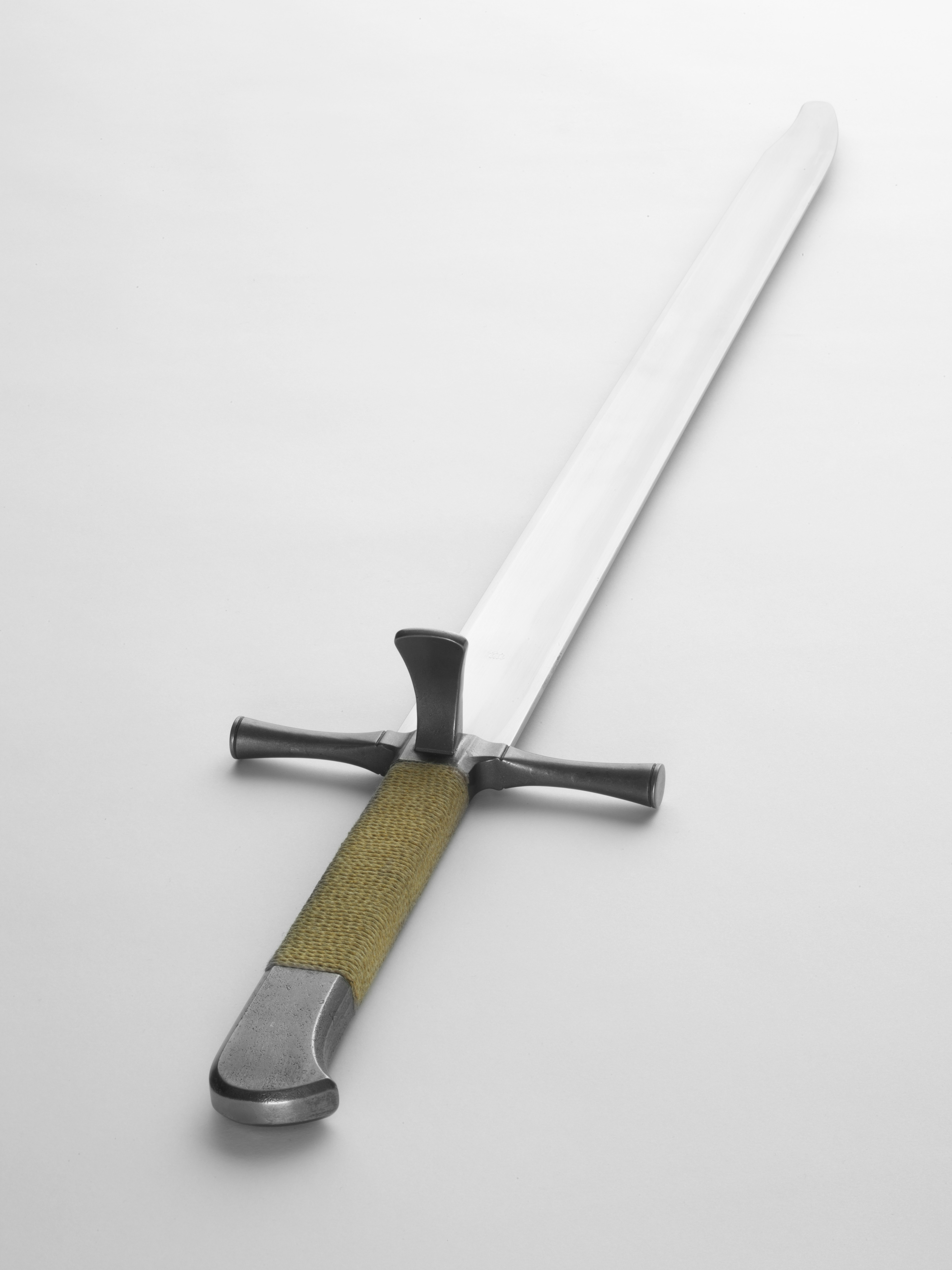
Replik eines Langen Messers (stumpfe Schaukampfwaffe)

Das Lange Messer (auch Langmesser genannt) war eine Waffe im auslaufenden Spätmittelalter und der beginnenden Neuzeit (Renaissance).

## Ursprung des Messers als Waffe
Die Entstehung des Langen Messers ist nicht abschließend geklärt. Der verbreitete Mythos, der besagt, dass Messerschmiede versuchten, eine Gesetzeslücke im Gildenrecht auszunutzen, um in den lukrativen Selbstverteidigungsmarkt einzusteigen, ist unwahrscheinlich, da in den meisten Orten die Schwertfertigung und die Messerfertigung derselben Gilde zufiel. Wenn überhaupt, so müsste dies eine sehr untergeordnete Rolle spielen. Das zeigt sich auch in den Prüfungsvorschriften der Zünfte. So musste zum Beispiel in Rothenburg ob der Tauber ein Schwertfeger bei der Meisterprüfung ein Richtschwert, verschiedene Messer und einen Dolch vorlegen.
Wahrscheinlicher ist die Trennung der Bewaffnung von Bauern und Bürgern, die sich auch durch verschiedene Urteile nachweisen lässt. Das Führen und der Besitz bestimmter Waffen in Städten war den Bürgern gerade – bei Strafe – vorgeschrieben, und nur in wenigen Städten war das Führen derselben eingeschränkt. Eine der wenigen Regelungen, die das Führen von Blankwaffen einschränkte, war im Regensburg des 14. Jahrhunderts zu finden. Sie untersagte das Tragen Langer Messer, die über das am Marktturm eingelassene Maß hinausgingen oder verborgen getragen wurden, nicht aber das Tragen von Schwertern. Ein Bürger musste im Zweifel die Stadt/Burg beschützen und hatte ein Schwert zu haben. Dem einfachen Bauern dagegen war das Tragen eines Schwertes bei Strafe verboten. Ihm war hingegen das Führen eines Langen Messers gestattet. Auch bei der Musterung des Landsturmes in Bayern in den Jahren 1486 und 1513 wurde „ein gutes, langes Messer oder ein wohlschneidendes Schwert“ verlangt, da sowohl Bauern als auch Bürger dem Landsturm angehörten.
Das heutzutage bekannteste Werk zu dieser Waffe wurde vom Nürnberger Geistlichen Johannes Lecküchner verfasst, der dieses am Ende des 15. Jahrhunderts schrieb und dabei die Techniken anderer Blankwaffen für das Lange Messer nutzbar machte.

## Form und Konstruktion
Das Lange Messer ist eine Langversion der mittelalterlichen Bauernwehr und des böhmischen Dussacks. Es ist etwa 1 Meter lang, wiegt 1 Kilogramm oder mehr und besitzt am Ende seiner geschwungenen Klinge eine Rückschneide. Im Gegensatz zum säbelartigen Großen Messer ist der Verlauf gerade und im Querschnitt gleichmäßig. Trotzdem werden beide Begriffe häufig synonym verwendet. Das lange Messer findet in fast allen historischen Fechtbüchern eine Erwähnung und wird dort als effektive und beliebte Waffe des Nicht-Adels ausgewiesen. Die Formen des Langen Messers sind sehr unterschiedlich, oftmals besitzt es jedoch neben der Parierstange einen „Wehrnagel“ als zusätzliches Parierelement. Mit dem Nagel können allerdings auch bestimmte Fechttechniken ausgeführt werden.

Vom in der Klingenform häufig identischen Falchion unterscheidet sich das Messer primär durch die Griffkonstruktion. Der Falchion hat einen Schwertgriff, bei welchem die Angel am Ende des Griffes mit einem Knauf versehen und vernietet wird. Das Messer hingegen hat einen Messergriff, also zwei direkt auf die Angel genietete Griffschalen.
Die Abmessungen einer typischen Waffe sind folgende:
- Länge:  ca. 1100 mm
- Breite:  ca. 40 mm
- Gewicht:  ca. 1220 g

Lange Messer variieren stark in Länge, Gewicht und Klingenbreite. Auch gibt es nicht nur Messer mit Rüstnagel wie hier abgebildet, sondern auch mit einem ringförmigen Anbau, manchmal „Kuhfuß“ genannt.
Die meisten Langen Messer waren im Spätmittelalter schmucklos. Sie waren die Waffen der einfachen Bürger und freien Bauern.